# Ted MacDougall
Edward John MacDougall, noto come Ted MacDougall (Inverness, 8 gennaio 1947), è un ex calciatore scozzese, di ruolo attaccante.

## Carriera
Fu capocannoniere del campionato inglese nel 1976. In quattro delle otto squadre della Football League in cui militò ebbe occasione di giocare assieme a Phil Boyer, con cui costituì un prolifico tandem d'attacco.

## Palmarès

### Club

#### Competizioni nazionali
- Community Shield: 1

Liverpool: 1966

### Individuale
- Capocannoniere della Fourth Division: 1

1970-1971 (42 reti)
- Capocannoniere della Third Division: 1

1971-1972 (35 reti)